# Bandenitz
Bandenitz település Németországban, Mecklenburg-Elő-Pomeránia tartományban. Lakosainak száma 526 fő (2023. december 31.). Bandenitz Schossin községgel határos.

## Népesség
A település népességének változása:
| Lakosok száma | 465  | 456  | 492  | 513  | 526  |
|               | 2017 | 2019 | 2021 | 2022 | 2023 |